# Jakub Tylman

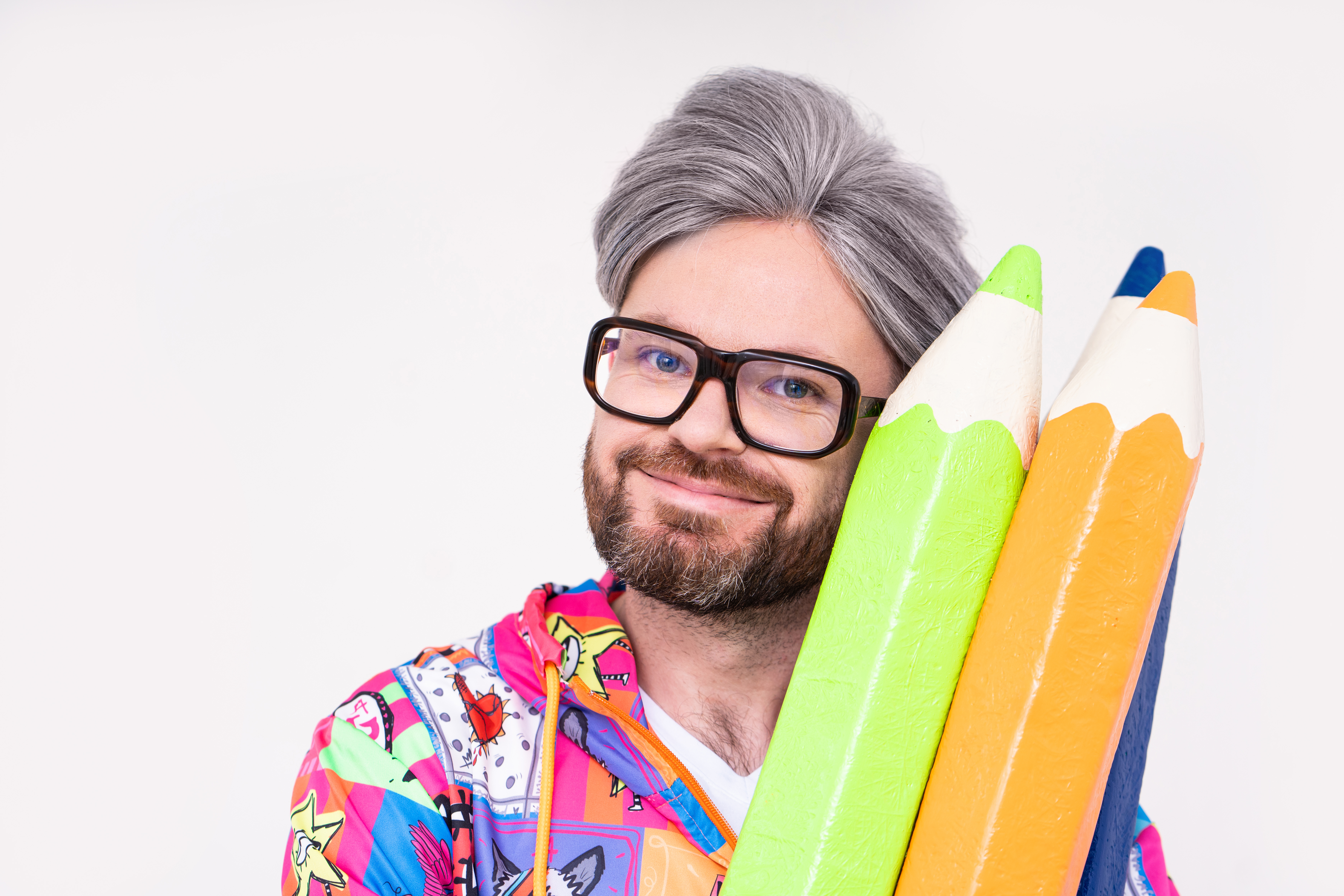
Jakub Tylman foto by Bartosz Maciejewski

Jakub Tylman (ur. 11 kwietnia 1989 r. w Śremie) – pedagog, terapeuta, doradca metodyczny wychowania przedszkolnego, społecznik. Laureat Nagrody imienia Ireny Sendlerowej „Za naprawianie świata”. Nauczyciel przedmiotów artystycznych w Publicznej Szkole Podstawowej w Śremie im. Kawalerów Orderu Uśmiechu.  

## Życiorys
Jego matka była nauczycielką, a ojciec policjantem. W 2017 r. uzyskał tytuł magistra pedagogiki na kierunku przedsiębiorczość w usługach społecznych i edukacyjnych w Wyższej Szkole Nauk Społecznych i Edukacji w Łodzi. Oprócz pracy pedagogicznej zajmuje się arteterapią, terapią zajęciową, terapią rodzin i kynoterapią. 
W 2018 r. zainicjował ogólnopolską kampanię społeczną Szkoła bez zadań domowych pod patronatem Rzecznika Praw Dziecka Marka Michalaka. 
W 2022 r. został członkiem rady programowej Fundacji Teach for Poland. Od 2023 r. pełni rolę ambasadora programów edukacyjnych Fundacji Digital University Be.Net oraz Be.Eco. 
Autor książek edukacyjnych dla dzieci o tematyce związanej m.in. z ekologią, prawami zwierząt, ochroną środowiska naturalnego.

## Publikacje
- „Tymon w tarapatach”, Wydawnictwo Martel, ISBN 978-83-66330-68-9
- „Gaja w opałach”, Wydawnictwo Martel, ISBN 978-83-66330-21-1
- „Gustaw na lodzie”, Wydawnictwo Martel, ISBN 978-83-66330-93-1
- „Misja Leona”, Wydawnictwo Martel, ISBN 978-83-66753-03-7
- „Ogórek w podróży”, Wydawnictwo Martel, ISBN 978-83-66753-74-7
- „Miłość na czterech łapach", Wydawnictwo Martel, ISBN 978-83-67322-33-1
- "Jak pokolorować szkołę", Wydawnictwo Mamania, ISBN 978-83-67817-54-7

## Nagrody i wyróżnienia
- 2017 – Nauczyciel na medal w plebiscycie organizowanym przez Głos Wielkopolski
- 2019 – Osobowość Roku Polski w kategorii „Biznes” (województwo wielkopolskie)[5]
- 2022 – Nagroda im. Janusza Korczaka, wyróżnienie w kategorii „Lokalni liderzy edukacji”[6]
- 2022 – zwycięzca organizowanego przez radiową Czwórkę plebiscytu NIEPRZECIĘTNI 2022[7]
- 2022 – Medal Komisji Edukacji Narodowej za zasługi dla oświaty i wychowania
- 2022 – Influencers LIVE Wrocław[8], wyróżnienie specjalne w kategorii „Dobroczynność” za działania na rzecz Ukrainy
- 2022  – Nagroda imienia Ireny Sendlerowej "Za naprawianie świata"
- 2023 - I miejsce w II Ogólnopolskim Konkursie Twórczości Nauczycieli PasJA - Edukacja za projekt edukacyjny "Miasteczka edukacyjne - Śrem stolicą dyni!", Publiczna Szkoła Podstawowa im. Kawalerów Orderu Uśmiechu w Śremie (autor)[9]
- 2023 - podwójny laureat I edycji ogólnopolskiego konkursu eduSensus Education Awards - tytuł Pedagog Roku (nagroda niezależnego jury oraz nagroda publiczności)[10]